# Demonax rufus
Demonax rufus är en skalbaggsart som beskrevs av Guo och Chen 2005. Demonax rufus ingår i släktet Demonax och familjen långhorningar. Inga underarter finns listade i Catalogue of Life.